# Ivan Ivanov (athlétisme)
Pour les articles homonymes, voir Ivan Ivanov.
Ivan Ivanov (né le 3 janvier 1992) est un athlète kazakh, spécialiste du lancer du poids.

## Carrière
En 2016, il bat le record d'Asie en salle.
Le 12 juin 2017, il porte son record personnel à 20,00 m, au Central Stadium d'Almaty.
Le 25 août 2018, il remporte à Jakarta la médaille de bronze des Jeux asiatiques avec un jet à 19,40 m, derrière Tejinder Pal Singh Toor (20,75 m) et Liu Yang (19,52 m).